# Christian Weymayr
Christian Weymayr (* 1961) ist ein deutscher Autor sowie Wissenschafts- und Medizinjournalist.

## Werdegang
Weymayr studierte Biologie in Regensburg und Hamburg. Er promovierte 1993 an der Universität Hamburg zum Thema „Strukturuntersuchungen an Schneckengalactanen mit Hilfe monoklonaler Antikörper und sequentiellem Smith-Abbau“. Er war Jungredakteur bei der Zeit, Medizinredakteur bei Ergo und verantwortlicher Redakteur beim Medien-Service Wissenschaft. Von 1998 bis 2014 war Weymayr als freier Wissenschafts- und Medizinjournalist tätig. Während dieser Zeit war er Redakteur des Magazins research der Bayer AG und schrieb als freier Redakteur für brand eins. Weymayr spezialisierte sich später zunehmend auf den Bereich Patienteninformation. Er ist Autor zahlreicher Publikationen zu medizinischen Themen und ein gefragter Experte. Weymayr ist Dozent für Medizinjournalismus an der Westfälischen Hochschule in Gelsenkirchen. Er lebt in Herne und engagiert sich in seiner Freizeit in einer Theatergruppe.

## Engagement
Von 2009 bis 2019 war Weymayr für den IGeL-Monitor tätig.  Seit November 2018 arbeitet er im Medical Writing-Team des Projekts Making Shared Decision Making a Reality am Universitätsklinikum Schleswig-Holstein, Campus Kiel.  Er ist Mitbegründer und Gutachter für den Medien-Doktor, einem Portal für journalistische Gutachten, und gehört der Arbeitsgruppe Gute Praxis Gesundheitsinformation im Deutschen Netzwerk Evidenzbasierte Medizin an. Weymeyr ist Mitglied im Wissenschaftsrat der Gesellschaft zur wissenschaftlichen Untersuchung von Parawissenschaften und im Münsteraner Kreis. Seit 2020 ist er stellvertretender Vorsitzender des Deutschen Netzwerks Gesundheitskompetenz. Weymayr war an der Entwicklung des interaktiven Entscheidungshilfetools DecisionCube beteiligt.

## Publikationen (Auswahl)
- Christian Weymayr, Klaus Koch: Mythos Krebsvorsorge – Schaden und Nutzen der Früherkennung. Eichborn, Frankfurt am Main 2003, ISBN 978-3821839509
- Christian Weymayr: Hippokrates, Dr. Röntgen & Co. – berühmte Pioniere der Medizin. Bloomsbury Kinderbücher & Jugendbücher, Berlin 2007, ISBN 978-3-8270-5169-1
- Kooperationsgemeinschaft Mammographie, Deutsches Krebsforschungszentrum – Krebsinformationsdienst (Hrsg.): Mammographie-Screening – Früherkennung von Brustkrebs, was Sie darüber wissen sollten  eine Informationsbroschüre für Frauen. 2. Auflage. Deutsches Krebsforschungszentrum, Krebsinformationsdienst, Heidelberg 2009.
- Christian Weymayr, Helge Ritter: Roboter – was unsere Helfer von morgen heute schon können. Bloomsbury Kinderbücher & Jugendbücher, Berlin 2010, ISBN 978-3-8270-5360-2
- Christian Weymayr, Nicole Heißmann: Die Homöopathie-Lüge – so gefährlich ist die Lehre von den weißen Kügelchen. Piper, München, Zürich 2012, ISBN 978-3-492-05536-9.
- „Leitlinienprogramm Onkologie“ der Arbeitsgemeinschaft der Wissenschaftlichen Medizinischen Fachgesellschaften e.V., der Deutschen Krebsgesellschaft e.V. und der Deutschen Krebshilfe e.V. (Hrsg.): Melanom – ein Ratgeber für Patientinnen und Patienten. Office des Leitlinienprogrammes Onkologie, Berlin 2014.
- Christian Weymayr: Vergesst Fleisch! Wie wir klug die Welt ernähren. brand eins books, Hamburg 2023, ISBN 978-3-98928-009-0